# Moonta

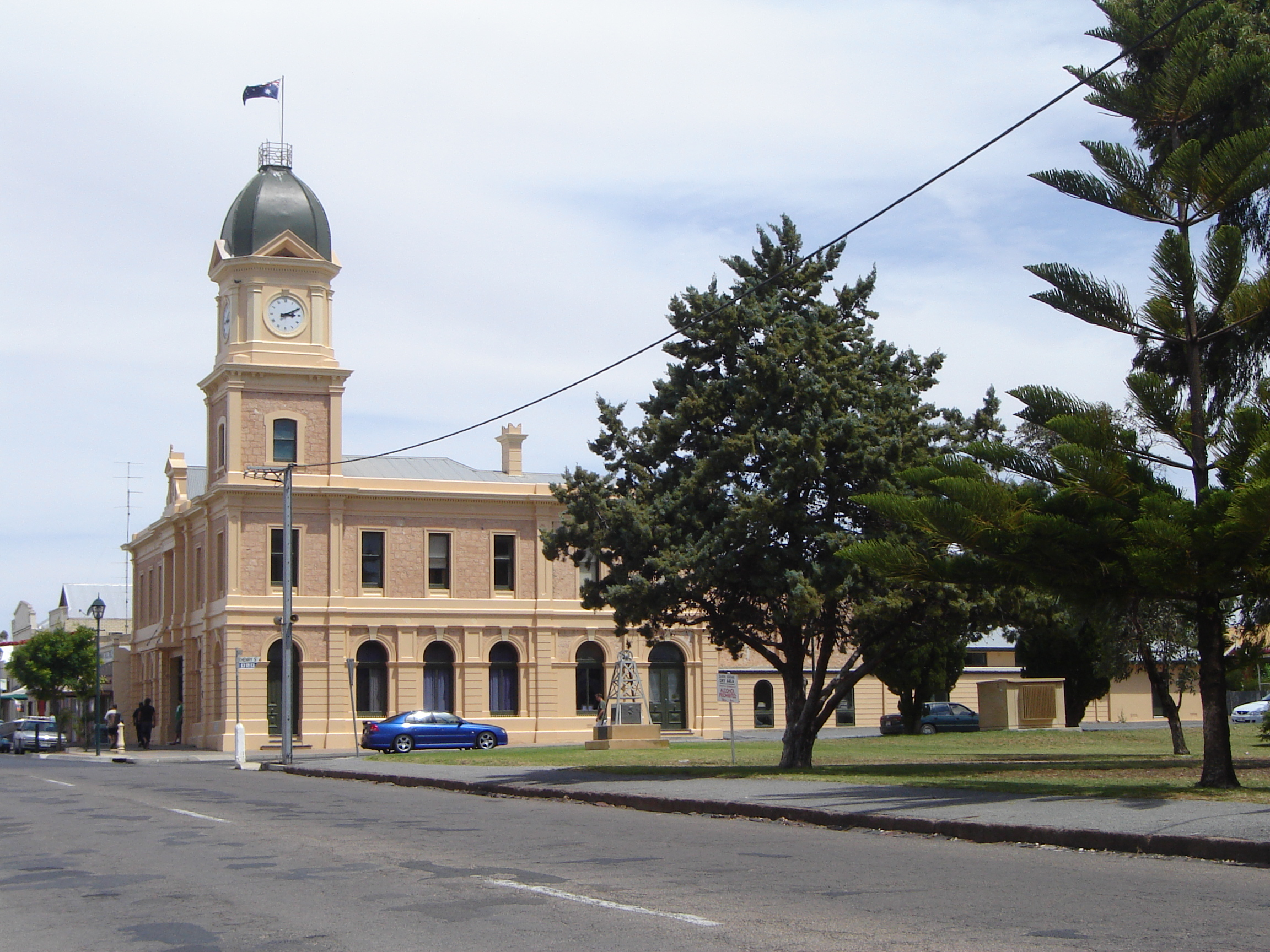
Câmara Municipal de Moonta

Moonta é uma cidade australiana localizada no estado da Nova Gales do Sul. Sua população, segundo o censo de 2011, era de 681 habitantes, dos quais 305 são homens e 376 são mulheres.